# Провулок Брюсова (Київ)
Прову́лок Брю́сова — зниклий провулок, що існував у Подільському районі міста Києва, місцевість Пріорка. Пролягав від Вишгородської вулиці до вулиці Брюсова.
Прилучався Мукачівський провулок.

## Історія
Провулок виник у першій третині XX століття під назвою Межигірський. Назву Брюсова провулок набув 1955 року на честь російського поета і перекладача Валерія Брюсова. 
Ліквідований у зв'язку зі зміною забудови в першій половині 1980-х років.